# Timing Diagram
Un timing diagram o diagramma temporale, nella versione 2.0 del linguaggio Unified Modeling Language, è uno specifico tipo di diagramma di interazione, dove l'attenzione è focalizzata sui vincoli di tempo.

Timing diagram di I²S

I timing diagram sono usati per esplorare il comportamento di un oggetto in un dato periodo di tempo. Un timing diagram è una forma speciale di sequence diagram. Le differenze tra timing diagram e sequence diagram riguardano gli assi, che sono al contrario: il tempo viene incrementato da sinistra a destra e le 'lifelines' sono mostrate in compartimenti separati disposti verticalmente.